# Colin Telfer
Pas d'image ? Cliquez ici

a Compétitions nationales et continentales officielles uniquement.

b Matchs officiels uniquement.
Colin McLeod Telfer, né le 26 février 1947 à Hawick (Écosse) est un joueur de rugby à XV écossais qui joue avec l'équipe d'Écosse au poste de demi d'ouverture, puis il devient entraîneur de cette équipe.

## Biographie
Colin Telfer obtient sa première cape internationale le 2 novembre 1968 contre l'Australie, et dispute son dernier test match le 10 janvier 1976 contre la France. Il dispute un match avec les Barbarians en 1969. Il succède à Jim Telfer comme entraîneur de l'équipe d'Écosse en 1984, après avoir été entraîneur adjoint. Il occupe le poste jusqu'en 1985.

## Palmarès
- Triple vainqueur du Tournoi en 1969, en 1973 (victoire partagée) et en 1975.

## Statistiques en équipe nationale
- 17 sélections (+ 2 non officielles)
- 18 points (3 essais, 2 drops)
- Sélections par années : 1 en 1968, 4 en 1969, 3 en 1972, 4 en 1973, 3 en 1974, 1 en 1975, 1 en 1976
- Six Tournois des Cinq Nations disputés : 1969, 1972, 1973, 1974, 1975, 1976.